# Subantarctia muka
Subantarctia muka là một loài nhện trong họ Orsolobidae.
Loài này thuộc chi Subantarctia. Subantarctia muka được Raymond Robert Forster & Norman I. Platnick miêu tả năm 1985.